# میلیووی ببیچ
میلیووی ببیچ (انگلیسی: Milivoj Bebić؛ زادهٔ ۲۹ اوت ۱۹۵۹) بازیکن واترپلو اهل یوگسلاوی بود.
وی در مسابقات کشوری و بین‌المللی در مجموع برندهٔ ۱ مدال طلا، ۱ مدال نقره شده‌است.